# Величков, Петр
Петр Вели́чков (болг. Петър Величков, 8 августа 1940, Болгария — 15 июля 1993, Болгария) — болгарский футболист, игравший на позиции нападающего.
Большую часть карьеры выступал за клуб «Славия» (София). Также выступал за клубы «Черноморец» (Бургас) и «Добруджа». Участник чемпионата мира 1962 года в составе национальной сборной Болгарии.

## Клубная карьера
Воспитанник софийской «Славии». Дебютировал в высшем болгарском дивизионе в сезоне 1958/1959, в котором провёл 20 матчей и забил 2 гола. Величков выступал за «Славию» в общей сложности семь сезонов, в которых провёл 164 матча и забил 8 голов в чемпионате, дважды выиграв Кубок Болгарии. Однако с течением лет усугублялись проблемы с алкоголем, и в 1965 году он был исключён из команды.
После этого Величков недолго поиграл за «Черноморец» (Бургас) и «Добруджу». Его карьера закончилась в возрасте всего 27 лет. Умер 15 июня 1993 года на 53 году жизни.

## Карьера в сборной
Весной 1959 года он был капитаном сборной Болгарии до 19 лет, которая стала чемпионом Европы до 18 лет на турнире, состоявшемся в Болгарии.
26 июня 1960 года дебютировал в официальных матчах в составе национальной сборной Болгарии в товарищеском матче против Польши (0:4), а 29 октября 1961 забил свой единственный гол за сборную во встрече против Финляндии (3:1).
На следующий год в составе сборной был участником чемпионата мира 1962 года в Чили, где выходил на поле в стартовом составе во всех трёх матчах: против Аргентины (0:1), Венгрии (1:6) и Англии (0:0), а его команда не вышла из группы.
20 декабря 1964 года сыграл свой последний матч за сборную против Турции (0:0). Всего в течение карьеры в национальной команде, длившейся 5 лет, провёл в её форме 16 матчей, забив 1 гол.

## Статистика за сборную
| №  | Дата             | Место             | Соперник     | Счёт | Голы Величкова | Турнир              |
| 1  | 26 июня 1960     | Хожув, Польша     | Польша       | 0:4  | —              | Товарищеский матч   |
| 2  | 29 октября 1961  | София, Болгария   | Финляндия    | 3:1  | 1              | Отбор на ЧМ-1962    |
| 3  | 16 декабря 1961  | Милан, Италия     | Франция      | 1:0  | —              | Отбор на ЧМ-1962    |
| 4  | 24 декабря 1961  | Брюссель, Бельгия | Бельгия      | 0:4  | —              | Товарищеский матч   |
| 5  | 30 мая 1962      | Ранкагуа, Перу    | Аргентина    | 0:1  | —              | Чемпионат мира 1962 |
| 6  | 3 июня 1962      | Ранкагуа, Перу    | Венгрия      | 1:6  | —              | Чемпионат мира 1962 |
| 7  | 7 июня 1962      | Ранкагуа, Перу    | Англия       | 0:0  | —              | Чемпионат мира 1962 |
| 8  | 30 сентября 1962 | София, Болгария   | Польша       | 2:1  | —              | Товарищеский матч   |
| 9  | 6 января 1963    | Алжир, Алжир      | Алжир        | 1:2  | —              | Товарищеский матч   |
| 10 | 23 января 1963   | Рим, Италия       | Португалия   | 1:0  | —              | Отбор на Евро-1964  |
| 11 | 28 апреля 1963   | София, Болгария   | Чехословакия | 1:0  | —              | Товарищеский матч   |
| 12 | 4 сентября 1963  | Магдебург, ГДР    | ГДР          | 1:1  | —              | Товарищеский матч   |
| 13 | 29 сентября 1963 | София, Болгария   | Франция      | 1:0  | —              | Отбор на Евро-1964  |
| 14 | 26 октября 1963  | Париж, Франция    | Франция      | 1:3  | —              | Отбор на Евро-1964  |
| 15 | 29 ноября 1964   | София, Болгария   | СССР         | 0:0  | —              | Товарищеский матч   |
| 16 | 20 декабря 1964  | Стамбул, Турция   | Турция       | 0:0  | —              | Товарищеский матч   |

Итого: 16 матчей / 1 гол; 6 побед, 4 ничьих, 6 поражений.

## Достижения
- Обладатель Кубка Болгарии: 1962/1963, 1963/1964
- Чемпионат Европы среди юношей до 19 лет: 1959